# Sarsia viridis
Sarsia viridis är en nässeldjursart som beskrevs av Anita Brinckmann-Voss 1980. Sarsia viridis ingår i släktet Sarsia och familjen Corynidae. Inga underarter finns listade i Catalogue of Life.